# Plimski potok
Plimski potok ali plimski kanal je ozek zaliv ali estuarij, na katerega vplivajo plima in oseka oceanov. Tako ima spremenljivo slanost in električno prevodnost v ciklu plimovanja in izpira soli iz celinskih tal. Za potoke ob plimovanju je značilna počasna hitrost vode, kar povzroči kopičenje finih organskih usedlin v mokriščih. Potoki so lahko pogosto suha do blatna struga z majhnim pretokom ali brez njega ob oseki, vendar z veliko globino vode ob plimi. Zaradi časovne variabilnosti parametrov kakovosti vode znotraj območja vpliva plimovanja obstajajo edinstveni živi organizmi, povezani s plimskimi potoki, ki so pogosto specializirani za taka območja. Hranila in organske snovi se dovajajo dolvodno v habitate, ki jih običajno nimajo, medtem ko potoki omogočajo tudi dostop do celinskega habitata za organizme v slani vodi.

## Terminologija
Plimski potok je bolj splošen izraz za vsako podolgovato vdolbino ali dolino v mokrišču, ki je nastala zaradi procesov plimovanja in vzdolž katere teče voda, črpana zaradi vpliva plimovanja. Vključuje vrsto vdolbin v širokem spektru velikosti (širina, dolžina in globina) in z vsaj dvema nivojema poplave. Podvrste so plimski žlebovi, plimski jarki, plimske grape, ki običajno ne vsebujejo vode niti med kratkotrajno oseko, ter plimski potoki in plimski kanali, ki imajo stalno vodo. Tok plimovanja ustvarja sistem za svoj ekosistem, ki kroži vodo, usedline, organske snovi, hranila in onesnaževala. Plimovanje je bistvenega pomena za okoliško floro in favno, ker zagotavljajo zaščito, hranila, prostor za razmnoževanje in življenjski prostor za nedorasle vrste, preden gredo v ocean.

## Razvoj
Medtem ko so območja obalne črte z visoko aktivnostjo valov običajno značilna za plaže, se lahko na območjih, zaščitenih pred valovi, razvijejo sistemi mokrišč s plimovanjem. Na teh območjih potoki odtekajo proti obali in drenirajo višji del obale. Na neki točki postanejo plimovanje, tehnično estuarij.
Ko se približajo obali, zaradi ravnega kopnega pogosto postanejo zelo vijugasti. Poleg odvajanja sladke vode iz višjih območij (v mnogih primerih) plimski potoki nastanejo s tokom oseke proti morju in zarezom vode navzdol, ko teče od notranjosti do obale. Ob visoki plimi (in vsekakor ob spomladanski plimi) so velika območja prekrita z vodo. Ta ogromna količina vode se na začetku oseke v navalu umakne. Kasneje med oseko ostane voda le v potokih, tok pa je večinoma rečni (drenažni) in ne plimski. Proces vračanja obalnega sedimenta na vidni del plaže ali obrežja po potopu se imenuje akrecija; ta med plimovanjem lahko vzdržuje ravno ravnino tako, da preprečuje dvigovanje morske gladine ali posedanje tal. Visok plimski tok bo ohranil kanale, medtem ko lahko počasnejša hitrost toka povzroči zaprtje plimskih potokov, ko se zamašijo s sedimentom. Dobro razvita mokrišča imajo ostre bregove plimskih potokov, z vegetacijo, ki utrjuje strani potokov. Takšni potoki so ob plimovanju povezani tudi v omrežja: množica manjših potokov, imenovanih potoki prvega reda, se bo napajala v velike in ustvarjala zapletene vzorce odtoka.

## Človeški vpliv
Zlasti na območjih, ki so nagnjena k zbijanju ali posedanju - kot so šotna mokrišča - lahko človekova uporaba plimskega toka potoka povzroči širjenje potokov. Naravno posedanje je povezano z antropogenim zbijanjem sedimentov, ki znižuje gladino kopnega. Krčenje gozdov in drugi procesi, povezani s človekovim razvojem, lahko destabilizirajo bregove potokov in povečajo količino usedlin v njih. To upočasni hitrost vode, kar pomeni, da namesto globljih kanalov voda nežno teče dlje v notranjost v plitvih kanalih. Človeški razvoj na območjih plimovanja pogosto povzroči zasipavanje, kar spremeni tok potokov plimovanja in slanost območja plimovanja v sladkovodno.
Obnova mokrišč ob plimovanju se začne z obnovo potočnih sistemov, ki določajo obliko zemlje, hranilnost in slanost ter vrsto vegetacije in živalskih združb v mokrišču.

## Primeri
Po vsem svetu je na tisoče primerov plimovanja. Nekaj specifičnih je:
- Burn of Ayreland, celinski Orkney, Škotska
- Americano Creek, Kalifornija, ZDA
- Crooked River, Florida, ZDA, 41 kilometrov dolg plimski kanal, ki povezuje dva estuarija
- Ennore Creek, Čenai, Indija
- Thane Creek, metropolitanska regija Mumbaj, Maharaštra, Indija
- Gorai Creek, Mumbai, Maharaštra, Indija
- Vasai Creek, Thane, Maharaštra, Indija
- Dubai Creek, Združeni arabski emirati